# Clathria virgultosa
Clathria virgultosa är en svampdjursart som först beskrevs av Jean-Baptiste Lamarck 1814.  Clathria virgultosa ingår i släktet Clathria och familjen Microcionidae.
Artens utbredningsområde är Karibiska havet. Inga underarter finns listade i Catalogue of Life.